# Оюунбилэгийн Пурэвбаатар
Оюунбилэгийн Пурэвбаатар (монг. Оюунбилэгийн Пүрэвбаатар; род. 23 ноября 1973) — монгольский борец вольного стиля, двукратный серебряный призёр чемпионатов мира (2001, 2002), чемпион Азии (1997) и победитель Азиатских игр (2002).